# Список высших учебных заведений Иркутской области
В список высших учебных заведений Иркутской области включены образовательные учреждения высшего и высшего профессионального образования, находящиеся на территории Иркутской области и имеющие действующую лицензию на образовательную деятельность. Список вузов приведён в соответствии с данными сводного реестра лицензий, в список филиалов включены организации, участвовавшие в мониторинге Министерства образования и науки Российской Федерации 2016 года. По состоянию на 15 июля 2016 года в Иркутской области действующую лицензию имели 13 вузов и 13 филиалов.
Филиалы вузов, головные организации которых находятся в иных субъектах федерации, сгруппированы в отдельном списке. Порядок следования элементов списка — алфавитный.

## Список высших образовательных учреждений
| Название                                                                     | Категория         | Статус      | Год основания | Месторасположение | Число студентов |
| ---------------------------------------------------------------------------- | ----------------- | ----------- | ------------- | ----------------- | --------------- |
| Ангарский государственный технический университет                            | государственный   | университет | 1991          | Ангарск           | 2331            |
| Байкальский государственный университет                                      | государственный   | университет | 1930          | Иркутск           | 12364           |
| Байкальский гуманитарный институт                                            | негосударственный | институт    | 2004          | Иркутск           |                 |
| Байкальский институт управления                                              | негосударственный | институт    | 2004          | Иркутск           | 110             |
| Братский государственный университет                                         | государственный   | университет | 1979          | Братск            | 4548            |
| Восточно-Сибирский институт Министерства внутренних дел Российской Федерации | государственный   | институт    | 1962          | Иркутск           |                 |
| Восточно-Сибирский институт экономики и права                                | негосударственный | институт    | 1993          | Иркутск           | 924             |
| Иркутский государственный аграрный университет                               | государственный   | университет | 1934          | Иркутск           | 4713            |
| Иркутский государственный медицинский университет                            | государственный   | университет | 1920          | Иркутск           | 3799            |
| Иркутский государственный университет                                        | государственный   | университет | 1918          | Иркутск           |                 |
| Иркутский государственный университет путей сообщения                        | государственный   | университет | 1932          | Иркутск           | 8351            |
| Иркутский национальный исследовательский технический университет             | государственный   | университет | 1930          | Иркутск           | 17221           |
| Сибирская академия права, экономики и управления                             | негосударственный | академия    | 1994          | Иркутск           | 2755            |

## Список филиалов высших образовательных учреждений
| Название | Категория         | Статус      | Год основания | Месторасположение | Месторасположение головной организации | Число студентов |
| --- | ----------------- | ----------- | ------------- | ----------------- | -------------------------------------- | --------------- |
| Ангарский филиал Сибирской академии права, экономики и управления                                             | негосударственный | академия    |               | Ангарск           | Иркутск                                | 261             |
| Восточно-Сибирский филиал Российского государственного университета правосудия                                | государственный   | университет | 2001          | Иркутск           | Москва                                 | 801             |
| Евразийский лингвистический институт (филиал Московского государственного лингвистического университета)      | государственный   | университет | 1948          | Иркутск           | Москва                                 | 1899            |
| Иркутский институт (филиал Всероссийского государственного университета юстиции)                              | государственный   | институт    | 1992          | Иркутск           | Москва                                 | 1324            |
| Иркутский филиал Всероссийского государственного института кинематографии                                     | государственный   | институт    | 2011          | Иркутск           | Москва                                 | 9               |
| Иркутский филиал Российской академии народного хозяйства и государственной службы                             | государственный   | академия    | 2003          | Иркутск           | Москва                                 | 247             |
| Иркутский филиал Московского государственного технического университета гражданской авиации                   | государственный   | университет | 1967          | Иркутск           | Москва                                 |                 |
| Усть-Кутский институт водного транспорта (филиал Сибирского государственного университета водного транспорта) | государственный   | институт    | 1970          | Усть-Кут          | Новосибирск                            | 623             |
| Филиал в Братске Байкальского государственного университета                                                   | государственный   | университет | 2001          | Братск            | Иркутск                                | 1038            |
| Филиал в Братске Иркутского государственного университета                                                     | государственный   | университет | 1996          | Братск            | Иркутск                                | 1051            |
| Филиал в Иркутске Российского государственного университета физической культуры, спорта, молодёжи и туризма   | государственный   | университет | 1999          | Иркутск           | Москва                                 | 508             |
| Филиал в Усолье-Сибирском Иркутского национального исследовательского технического университета               | государственный   | университет | 2001          | Усолье-Сибирское  | Иркутск                                |                 |
| Филиал в Усть-Илимске Байкальского государственного университета                                              | государственный   | университет | 1998          | Усть-Илимск       | Иркутск                                | 458             |